# 24 Heures de Spa 2022
Navigation
Édition précédente Édition suivante
Les 24 Heures de Spa 2022 (2022 TotalEnergies 24 Hours of Spa), disputées du 28 au 31 juillet 2022 sur le Circuit de Spa-Francorchamps, sont la soixante-treizième édition de cette épreuve. La course faisait partie du GT World Challenge Europe Endurance Cup 2022 et du Intercontinental GT Challenge 2022.

## Course

### Classement de la course
Les voitures ne parcourant pas 70 % de la distance du gagnant sont non classées (NC).
| Pos  | Classe | no  | Écurie                                   | Pilotes                                                                      | Châssis                            | Tours | Temps                           |
| ---- | ------ | --- | ---------------------------------------- | ---------------------------------------------------------------------------- | ---------------------------------- | ----- | ------------------------------- |
| Pos  | Classe | no  | Écurie                                   | Pilotes                                                                      | Moteur                             | Tours | Temps                           |
| 1    | Pro    | 88  | AMG Team AKKODIS ASP                     | Jules Gounon Daniel Juncadella Raffaele Marciello                            | Mercedes-AMG GT3                   | 536   | 24 h 00 min 36 s 729            |
| 1    | Pro    | 88  | AMG Team AKKODIS ASP                     | Jules Gounon Daniel Juncadella Raffaele Marciello                            | Mercedes-Benz M159 6,2 L V8 Atmo   | 536   | 24 h 00 min 36 s 729            |
| 2    | Pro    | 2   | AMG Team GetSpeed                        | Maximilian Götz Steijn Schothorst (en) Luca Stolz (en)                       | Mercedes-AMG GT3                   | 536   | + 31 s 040                      |
| 2    | Pro    | 2   | AMG Team GetSpeed                        | Maximilian Götz Steijn Schothorst (en) Luca Stolz (en)                       | Mercedes-Benz M159 6,2 L V8 Atmo   | 536   | + 31 s 040                      |
| 3    | Pro    | 71  | Iron Lynx                                | Antonio Fuoco Davide Rigon Daniel Serra                                      | Ferrari 488 GT3                    | 536   | + 46 s 926                      |
| 3    | Pro    | 71  | Iron Lynx                                | Antonio Fuoco Davide Rigon Daniel Serra                                      | Ferrari F154CB 3,9 L V8 Turbo      | 536   | + 46 s 926                      |
| 4    | Pro    | 55  | AMG Team GruppeM Racing                  | Maximilian Buhk Maro Engel Mikaël Grenier                                    | Mercedes-AMG GT3                   | 536   | + 48 s 430                      |
| 4    | Pro    | 55  | AMG Team GruppeM Racing                  | Maximilian Buhk Maro Engel Mikaël Grenier                                    | Mercedes-Benz M159 6,2 L V8 Atmo   | 536   | + 48 s 430                      |
| 5    | Pro    | 50  | Rowe Racing                              | Daniel Harper (en) Max Hesse (en) Neil Verhagen (en)                         | BMW M4 GT3                         | 536   | + 1 min 01 s 266                |
| 5    | Pro    | 50  | Rowe Racing                              | Daniel Harper (en) Max Hesse (en) Neil Verhagen (en)                         | BMW P58 3,0 L i6 M TwinPower Turbo | 536   | + 1 min 01 s 266                |
| 6    | Pro    | 98  | Rowe Racing                              | Nicky Catsburg Augusto Farfus Nick Yelloly                                   | BMW M4 GT3                         | 536   | + 1 min 09 s 006                |
| 6    | Pro    | 98  | Rowe Racing                              | Nicky Catsburg Augusto Farfus Nick Yelloly                                   | BMW P58 3,0 L i6 M TwinPower Turbo | 536   | + 1 min 09 s 006                |
| 7    | Pro    | 47  | KCMG                                     | Dennis Olsen Nick Tandy Laurens Vanthoor                                     | Porsche 911 GT3 R                  | 536   | + 1 min 13 s 409                |
| 7    | Pro    | 47  | KCMG                                     | Dennis Olsen Nick Tandy Laurens Vanthoor                                     | Porsche 4,0 L Flat-6 Atmo          | 536   | + 1 min 13 s 409                |
| 8    | Pro    | 38  | Jota                                     | Rob Bell Marvin Kirchhöfer Oliver Wilkinson                                  | McLaren 720S GT3                   | 536   | + 2 min 13 s 544                |
| 8    | Pro    | 38  | Jota                                     | Rob Bell Marvin Kirchhöfer Oliver Wilkinson                                  | McLaren M840T 4,0 l V8 Bi-Turbo    | 536   | + 2 min 13 s 544                |
| 9    | Pro    | 51  | Iron Lynx                                | James Calado Miguel Molina Nicklas Nielsen                                   | Ferrari 488 GT3                    | 535   | + 1 tour                        |
| 9    | Pro    | 51  | Iron Lynx                                | James Calado Miguel Molina Nicklas Nielsen                                   | Ferrari F154CB 3,9 L V8 Turbo      | 535   | + 1 tour                        |
| 10   | Pro    | 95  | Beechdean AMR                            | Maxime Martin Marco Sørensen Nicki Thiim                                     | Aston Martin Vantage AMR GT3       | 534   | + 2 tours                       |
| 10   | Pro    | 95  | Beechdean AMR                            | Maxime Martin Marco Sørensen Nicki Thiim                                     | Aston Martin 4,0 L V8 Turbo        | 534   | + 2 tours                       |
| 11   | Pro    | 6   | Orange 1 K-Pax Racing (en)               | Andrea Caldarelli Marco Mapelli (en) Jordan Pepper                           | Lamborghini Huracán GT3 Evo        | 534   | 2 tours                         |
| 11   | Pro    | 6   | Orange 1 K-Pax Racing (en)               | Andrea Caldarelli Marco Mapelli (en) Jordan Pepper                           | Lamborghini 5,2 L V10 Atmo         | 534   | 2 tours                         |
| 12   | Pro    | 66  | Audi Sport Attempto Racing               | Dennis Marschall (en) Ricardo Feller (en) Markus Winkelhock                  | Audi R8 LMS evo II GT3             | 534   | + 2 tours                       |
| 12   | Pro    | 66  | Audi Sport Attempto Racing               | Dennis Marschall (en) Ricardo Feller (en) Markus Winkelhock                  | Audi 5,2 L V10 Atmo                | 534   | + 2 tours                       |
| 13   | Silver | 30  | Team WRT                                 | Benjamin Goethe Thomas Neubauer Jean-Baptiste Simmenauer                     | Audi R8 LMS evo II GT3             | 533   | + 3 tours                       |
| 13   | Silver | 30  | Team WRT                                 | Benjamin Goethe Thomas Neubauer Jean-Baptiste Simmenauer                     | Audi 5,2 L V10 Atmo                | 533   | + 3 tours                       |
| 14   | Pro    | 19  | Emil Frey Racing                         | Giacomo Altoè (en) Arthur Rougier Léo Roussel                                | Lamborghini Huracán GT3 Evo        | 533   | 3 tours                         |
| 14   | Pro    | 19  | Emil Frey Racing                         | Giacomo Altoè (en) Arthur Rougier Léo Roussel                                | Lamborghini 5,2 L V10 Atmo         | 533   | 3 tours                         |
| 15   | Silver | 99  | Attempto Racing                          | Alex Aka Juuso Puhakka (fi) Nicolas Schöll Marius Zug (en)                   | Audi R8 LMS evo II GT3             | 533   | + 3 tours                       |
| 15   | Silver | 99  | Attempto Racing                          | Alex Aka Juuso Puhakka (fi) Nicolas Schöll Marius Zug (en)                   | Audi 5,2 L V10 Atmo                | 533   | + 3 tours                       |
| 16   | Silver | 14  | Emil Frey Racing                         | Konsta Lappalainen (en) Tuomas Tujula Stuart White                           | Lamborghini Huracán GT3 Evo        | 532   | + 4 tours                       |
| 16   | Silver | 14  | Emil Frey Racing                         | Konsta Lappalainen (en) Tuomas Tujula Stuart White                           | Lamborghini 5,2 L V10 Atmo         | 532   | + 4 tours                       |
| 17   | Pro    | 49  | Audi Sport Team WRT                      | Nico Müller Frédéric Vervisch Valentino Rossi                                | Audi R8 LMS evo II GT3             | 531   | + 5 tours                       |
| 17   | Pro    | 49  | Audi Sport Team WRT                      | Nico Müller Frédéric Vervisch Valentino Rossi                                | Audi 5,2 L V10 Atmo                | 531   | + 5 tours                       |
| 18   | G      | 83  | Iron Dames                               | Sarah Bovy Rahel Frey Michelle Gatting Doriane Pin                           | Ferrari 488 GT3                    | 531   | + 5 tours                       |
| 18   | G      | 83  | Iron Dames                               | Sarah Bovy Rahel Frey Michelle Gatting Doriane Pin                           | Ferrari F154CB 3,9 L V8 Turbo      | 531   | + 5 tours                       |
| 19   | Pro    | 25  | Audi Sport Team Sainteloc Racing         | Lucas Légeret (de) Christopher Mies Patric Niederhauser                      | Audi R8 LMS evo II GT3             | 531   | + 5 tours                       |
| 19   | Pro    | 25  | Audi Sport Team Sainteloc Racing         | Lucas Légeret (de) Christopher Mies Patric Niederhauser                      | Audi 5,2 L V10 Atmo                | 531   | + 5 tours                       |
| 20   | Pro-Am | 52  | AF Corse                                 | Andrea Bertolini Stefano Costantini (it) Louis Machiels (pl) Alessio Rovera  | Ferrari 488 GT3                    | 530   | + 6 tours                       |
| 20   | Pro-Am | 52  | AF Corse                                 | Andrea Bertolini Stefano Costantini (it) Louis Machiels (pl) Alessio Rovera  | Ferrari F154CB 3,9 L V8 Turbo      | 530   | + 6 tours                       |
| 21   | Silver | 163 | Vincenzo Sospiri Racing (en)             | Michael Dörrbecker (en) Mattia Michelotto Baptiste Moulin Marcus Paverud     | Lamborghini Huracán GT3 Evo        | 529   | + 7 tours                       |
| 21   | Silver | 163 | Vincenzo Sospiri Racing (en)             | Michael Dörrbecker (en) Mattia Michelotto Baptiste Moulin Marcus Paverud     | Lamborghini 5,2 L V10 Atmo         | 529   | + 7 tours                       |
| 22   | Pro    | 74  | EMA Motorsport                           | Matt Campbell Mathieu Jaminet Felipe Nasr                                    | Porsche 911 GT3 R                  | 529   | + 7 tours                       |
| 22   | Pro    | 74  | EMA Motorsport                           | Matt Campbell Mathieu Jaminet Felipe Nasr                                    | Porsche 4,0 L Flat-6 Atmo          | 529   | + 7 tours                       |
| 23   | Silver | 90  | Madpanda Motorsport                      | Ezequiel Pérez Companc (en) Patrick Kujala (en) Óscar Tunjo Sean Wilkinshaw  | Mercedes-AMG GT3                   | 528   | + 8 tours                       |
| 23   | Silver | 90  | Madpanda Motorsport                      | Ezequiel Pérez Companc (en) Patrick Kujala (en) Óscar Tunjo Sean Wilkinshaw  | Mercedes-Benz M159 6,2 L V8 Atmo   | 528   | + 8 tours                       |
| 24   | G      | 33  | Team WRT                                 | Ulysse de Pauw (et) Arnold Robin Maxime Robin (de) Ryuichiro Tomita          | Audi R8 LMS evo II GT3             | 528   | + 8 tours                       |
| 24   | G      | 33  | Team WRT                                 | Ulysse de Pauw (et) Arnold Robin Maxime Robin (de) Ryuichiro Tomita          | Audi 5,2 L V10 Atmo                | 528   | + 8 tours                       |
| 25   | Silver | 50  | Dinamic Motorsport                       | Mauro Calamia (en) Marius Nakken (no) Mikkel O. Pedersen Giorgio Roda        | Porsche 911 GT3 R                  | 527   | + 9 tours                       |
| 25   | Silver | 50  | Dinamic Motorsport                       | Mauro Calamia (en) Marius Nakken (no) Mikkel O. Pedersen Giorgio Roda        | Porsche 4,0 L Flat-6 Atmo          | 527   | + 9 tours                       |
| 26   | G      | 93  | SKY - Tempesta Racing                    | Eddie Cheever III (en) Christopher Froggatt Jonathan Hui Loris Spinelli (pl) | Mercedes-AMG GT3                   | 527   | + 9 tours                       |
| 26   | G      | 93  | SKY - Tempesta Racing                    | Eddie Cheever III (en) Christopher Froggatt Jonathan Hui Loris Spinelli (pl) | Mercedes-Benz M159 6,2 L V8 Atmo   | 527   | + 9 tours                       |
| 27   | G      | 7   | Inception Racing avec Optimum Motorsport | Brendan Iribe Ollie Millroy Sebastian Priaulx Frederik Schandorff            | McLaren 720S GT3                   | 527   | + 9 tours                       |
| 27   | G      | 7   | Inception Racing avec Optimum Motorsport | Brendan Iribe Ollie Millroy Sebastian Priaulx Frederik Schandorff            | McLaren M840T 4,0 l V8 Bi-Turbo    | 527   | + 9 tours                       |
| 28   | Pro-Am | 75  | SunEnergy1 par SPS                       | Dominik Baumann Philip Ellis Kenny Habul Martin Konrad                       | Mercedes-AMG GT3                   | 527   | + 9 tours                       |
| 28   | Pro-Am | 75  | SunEnergy1 par SPS                       | Dominik Baumann Philip Ellis Kenny Habul Martin Konrad                       | Mercedes-Benz M159 6,2 L V8 Atmo   | 527   | + 9 tours                       |
| 29   | Silver | 22  | Allied Racing                            | Vincent Andronaco Dominik Fischli Patrik Matthiesen Joel Sturm               | Porsche 911 GT3 R                  | 526   | + 10 tours                      |
| 29   | Silver | 22  | Allied Racing                            | Vincent Andronaco Dominik Fischli Patrik Matthiesen Joel Sturm               | Porsche 4,0 L Flat-6 Atmo          | 526   | + 10 tours                      |
| 30   | Pro-Am | 39  | Singha Racing Team TP 12                 | Earl Bamber Piti Bhirombhakdi Christophe Hamon Tanart Sathienthirakul (en)   | Porsche 911 GT3 R                  | 526   | + 10 tours                      |
| 30   | Pro-Am | 39  | Singha Racing Team TP 12                 | Earl Bamber Piti Bhirombhakdi Christophe Hamon Tanart Sathienthirakul (en)   | Porsche 4,0 L Flat-6 Atmo          | 526   | + 10 tours                      |
| 31   | G      | 44  | GetSpeed                                 | Patrick Assenheimer (de) Michael Blanchemain Axel Blom Jim Pla               | Mercedes-AMG GT3                   | 524   | + 12 tours                      |
| 31   | G      | 44  | GetSpeed                                 | Patrick Assenheimer (de) Michael Blanchemain Axel Blom Jim Pla               | Mercedes-Benz M159 6,2 L V8 Atmo   | 524   | + 12 tours                      |
| 32   | G      | 8   | AGS Events                               | Loris Cabirou Nicolas Gomar Mike Parisy Ruben del Sarte                      | Lamborghini Huracán GT3 Evo        | 522   | + 14 tours                      |
| 32   | G      | 8   | AGS Events                               | Loris Cabirou Nicolas Gomar Mike Parisy Ruben del Sarte                      | Lamborghini 5,2 L V10 Atmo         | 522   | + 14 tours                      |
| 33   | G      | 21  | AF Corse                                 | Alessandro Balzan Hugo Delacour David Perel Cedric Sbirrazzuoli              | Ferrari 488 GT3                    | 519   | + 17 tours                      |
| 33   | G      | 21  | AF Corse                                 | Alessandro Balzan Hugo Delacour David Perel Cedric Sbirrazzuoli              | Ferrari F154CB 3,9 L V8 Turbo      | 519   | + 17 tours                      |
| 34   | Bronze | 20  | SPS Automotive Performance               | Reema Juffali George Kurtz Tim Müller Valentin Pierburg                      | Mercedes-AMG GT3                   | 514   | + 22 tours                      |
| 34   | Bronze | 20  | SPS Automotive Performance               | Reema Juffali George Kurtz Tim Müller Valentin Pierburg                      | Mercedes-Benz M159 6,2 L V8 Atmo   | 514   | + 22 tours                      |
| 35   | Silver | 563 | Vincenzo Sospiri Racing (en)             | Karol Basz (pl) Michele Beretta (en) Benjamin Hites (es) Yuki Nemoto         | Lamborghini Huracán GT3 Evo        | 514   | + 22 tours                      |
| 35   | Silver | 563 | Vincenzo Sospiri Racing (en)             | Karol Basz (pl) Michele Beretta (en) Benjamin Hites (es) Yuki Nemoto         | Lamborghini 5,2 L V10 Atmo         | 514   | + 22 tours                      |
| 36   | Silver | 28  | Samantha Tan Racing                      | Harry Gottsacker (en) Maxime Oosten Nick Wittmer Samantha Tan                | BMW M4 GT3                         | 510   | + 26 tours                      |
| 36   | Silver | 28  | Samantha Tan Racing                      | Harry Gottsacker (en) Maxime Oosten Nick Wittmer Samantha Tan                | BMW P58 3,0 L i6 M TwinPower Turbo | 510   | + 26 tours                      |
| 37   | Bronze | 35  | Walkenhorst Motorsport                   | Jörg Breuer Theo Oeverhaus Henry Walkenhorst Don Yount                       | BMW M4 GT3                         | 509   | + 27 tours                      |
| 37   | Bronze | 35  | Walkenhorst Motorsport                   | Jörg Breuer Theo Oeverhaus Henry Walkenhorst Don Yount                       | BMW P58 3,0 L i6 M TwinPower Turbo | 509   | + 27 tours                      |
| 38   | Pro    | 23  | Heart of Racing avec TF Sport            | Charlie Eastwood Ross Gunn Alex Riberas                                      | Aston Martin Vantage AMR GT3       | 497   | + 39 tours                      |
| 38   | Pro    | 23  | Heart of Racing avec TF Sport            | Charlie Eastwood Ross Gunn Alex Riberas                                      | Aston Martin 4,0 L V8 Turbo        | 497   | + 39 tours                      |
| 39   | Silver | 31  | Team WRT                                 | Finlay Hutchison Diego Menchaca Lewis Proctor                                | Audi R8 LMS evo II GT3             | 497   | + 39 tours                      |
| 39   | Silver | 31  | Team WRT                                 | Finlay Hutchison Diego Menchaca Lewis Proctor                                | Audi 5,2 L V10 Atmo                | 497   | + 39 tours                      |
| 40   | G      | 57  | Winward Racing                           | Lucas Auer Lorenzo Ferrari Jens Liebhauser Russell Ward (en)                 | Mercedes-AMG GT3                   | 429   | + 107 tours                     |
| 40   | G      | 57  | Winward Racing                           | Lucas Auer Lorenzo Ferrari Jens Liebhauser Russell Ward (en)                 | Mercedes-Benz M159 6,2 L V8 Atmo   | 429   | + 107 tours                     |
| 41   | Pro-Am | 188 | Garage 59                                | Henrique Chaves Dean Macdonald Miguel Ramos Alexander West (de)              | McLaren 720S GT3                   | 394   | + 142 tours                     |
| 41   | Pro-Am | 188 | Garage 59                                | Henrique Chaves Dean Macdonald Miguel Ramos Alexander West (de)              | McLaren M840T 4,0 l V8 Bi-Turbo    | 394   | + 142 tours                     |
| 42   | G      | 34  | Walkenhorst Motorsport                   | Michael Dinan Robby Foley Richard Heistand (de) Jens Klingmann               | BMW M4 GT3                         | 392   | + 144 tours                     |
| 42   | G      | 34  | Walkenhorst Motorsport                   | Michael Dinan Robby Foley Richard Heistand (de) Jens Klingmann               | BMW P58 3,0 L i6 M TwinPower Turbo | 392   | + 144 tours                     |
| 43   | Pro-Am | 24  | Herberth Motorsport                      | Stefan Aust Nicolas Leutwiler Nico Menzel Alessio Picariello                 | Porsche 911 GT3 R                  | 382   | + 154 tours                     |
| 43   | Pro-Am | 24  | Herberth Motorsport                      | Stefan Aust Nicolas Leutwiler Nico Menzel Alessio Picariello                 | Porsche 4,0 L Flat-6 Atmo          | 382   | + 154 tours                     |
| N.c. | Pro    | 100 | Toksport WRT (en)                        | Julien Andlauer Marvin Dienst (en) Sven Müller                               | Porsche 911 GT3 R                  | 374   |                                 |
| N.c. | Pro    | 100 | Toksport WRT (en)                        | Julien Andlauer Marvin Dienst (en) Sven Müller                               | Porsche 4,0 L Flat-6 Atmo          | 374   |                                 |
| N.c. | Silver | 87  | AKKODIS ASP Team                         | Thomas Drouet Tommaso Mosca Casper Stevenson (en)                            | Mercedes-AMG GT3                   | 367   |                                 |
| N.c. | Silver | 87  | AKKODIS ASP Team                         | Thomas Drouet Tommaso Mosca Casper Stevenson (en)                            | Mercedes-Benz M159 6,2 L V8 Atmo   | 367   |                                 |
| N.c. | Silver | 4   | Haupt Racing Team                        | Frank Bird Jannes Fittje Jordan Love Alain Valente (de)                      | Mercedes-AMG GT3                   | 333   |                                 |
| N.c. | Silver | 4   | Haupt Racing Team                        | Frank Bird Jannes Fittje Jordan Love Alain Valente (de)                      | Mercedes-Benz M159 6,2 L V8 Atmo   | 333   |                                 |
| N.c. | G      | 77  | Barwell Motorsport                       | Ahmad Al Harthy Sam de Haan Alex MacDowall Sandy Mitchell (en)               | Lamborghini Huracán GT3 Evo        | 333   |                                 |
| N.c. | G      | 77  | Barwell Motorsport                       | Ahmad Al Harthy Sam de Haan Alex MacDowall Sandy Mitchell (en)               | Lamborghini 5,2 L V10 Atmo         | 333   |                                 |
| N.c. | Pro    | 32  | Audi Sport Team WRT                      | Dries Vanthoor Kelvin van der Linde Charles Weerts (en)                      | Audi R8 LMS evo II GT3             | 293   |                                 |
| N.c. | Pro    | 32  | Audi Sport Team WRT                      | Dries Vanthoor Kelvin van der Linde Charles Weerts (en)                      | Audi 5,2 L V10 Atmo                | 293   |                                 |
| N.c. | Silver | 27  | Leipert Motorsport                       | Tyler Cooke Brendon Leitch (en) Isaac Tutumlu (en) Max Weering (nl)          | Lamborghini Huracán GT3 Evo        | 262   |                                 |
| N.c. | Silver | 27  | Leipert Motorsport                       | Tyler Cooke Brendon Leitch (en) Isaac Tutumlu (en) Max Weering (nl)          | Lamborghini 5,2 L V10 Atmo         | 262   |                                 |
| N.c. | G      | 5   | Haupt Racing Team                        | Hubert Haupt (de) Arjun Maini Gabriele Piana Florian Scholze                 | Mercedes-AMG GT3                   | 256   |                                 |
| N.c. | G      | 5   | Haupt Racing Team                        | Hubert Haupt (de) Arjun Maini Gabriele Piana Florian Scholze                 | Mercedes-Benz M159 6,2 L V8 Atmo   | 256   |                                 |
| N.c. | Silver | 159 | Garage 59                                | James Baldwin (en) Nicolai Kjærgaard Manuel Maldonado Ethan Simioni          | McLaren 720S GT3                   | 227   |                                 |
| N.c. | Silver | 159 | Garage 59                                | James Baldwin (en) Nicolai Kjærgaard Manuel Maldonado Ethan Simioni          | McLaren M840T 4,0 l V8 Bi-Turbo    | 227   |                                 |
| N.c. | Pro    | 221 | GPX Martini Racing                       | Michael Christensen Kévin Estre Richard Lietz                                | Porsche 911 GT3 R                  | 221   | Transmission                    |
| N.c. | Pro    | 221 | GPX Martini Racing                       | Michael Christensen Kévin Estre Richard Lietz                                | Porsche 4,0 L Flat-6 Atmo          | 221   | Transmission                    |
| N.c. | Pro-Am | 16  | Earl Bamber Motorsport                   | Brenton Grove (en) Stephen Grove Matthew Payne (en) Adrian de Silva          | Porsche 911 GT3 R                  | 206   | Sortie de piste                 |
| N.c. | Pro-Am | 16  | Earl Bamber Motorsport                   | Brenton Grove (en) Stephen Grove Matthew Payne (en) Adrian de Silva          | Porsche 4,0 L Flat-6 Atmo          | 206   | Sortie de piste                 |
| N.c. | Silver | 3   | GetSpeed                                 | Sébastien Baud Valdemar Eriksen Jeff Kingsley                                | Mercedes-AMG GT3                   | 199   |                                 |
| N.c. | Silver | 3   | GetSpeed                                 | Sébastien Baud Valdemar Eriksen Jeff Kingsley                                | Mercedes-Benz M159 6,2 L V8 Atmo   | 199   |                                 |
| N.c. | G      | 911 | Herberth Motorsport                      | Ralf Bohn (de) Alfred Renauer (de) Thomas Renauer                            | Porsche 911 GT3 R                  | 192   |                                 |
| N.c. | G      | 911 | Herberth Motorsport                      | Ralf Bohn (de) Alfred Renauer (de) Thomas Renauer                            | Porsche 4,0 L Flat-6 Atmo          | 192   |                                 |
| N.c. | Pro    | 63  | Emil Frey Racing                         | Jack Aitken Mirko Bortolotti Albert Costa                                    | Lamborghini Huracán GT3 Evo        | 190   |                                 |
| N.c. | Pro    | 63  | Emil Frey Racing                         | Jack Aitken Mirko Bortolotti Albert Costa                                    | Lamborghini 5,2 L V10 Atmo         | 190   |                                 |
| N.c. | G      | 107 | Classic & Modern Racing                  | Nigel Bailly (de) Antonin Borga Stéphane Lémeret Maxime Soulet               | Bentley Continental GT3            | 187   |                                 |
| N.c. | G      | 107 | Classic & Modern Racing                  | Nigel Bailly (de) Antonin Borga Stéphane Lémeret Maxime Soulet               | Bentley 4,0 L V8 Turbo             | 187   |                                 |
| N.c. | Pro    | 57  | Dinamic Motorsport                       | Klaus Bachler Côme Ledogar Thomas Preining                                   | Porsche 911 GT3 R                  | 176   | Comportement de la voiture      |
| N.c. | Pro    | 57  | Dinamic Motorsport                       | Klaus Bachler Côme Ledogar Thomas Preining                                   | Porsche 4,0 L Flat-6 Atmo          | 176   | Comportement de la voiture      |
| N.c. | Silver | 11  | Tresor by Car Collection                 | Daniele di Amato Alberto di Folco Pierre-Alexandre Jean Lorenzo Patrese      | Audi R8 LMS evo II GT3             | 162   | Sortie de piste                 |
| N.c. | Silver | 11  | Tresor by Car Collection                 | Daniele di Amato Alberto di Folco Pierre-Alexandre Jean Lorenzo Patrese      | Audi 5,2 L V10 Atmo                | 162   | Sortie de piste                 |
| N.c. | G      | 10  | Boutsen Racing                           | Adam Eteki Antoine Leclerc Benjamin Lessennes (en) Karim Ojjeh               | Audi R8 LMS evo II GT3             | 153   |                                 |
| N.c. | G      | 10  | Boutsen Racing                           | Adam Eteki Antoine Leclerc Benjamin Lessennes (en) Karim Ojjeh               | Audi 5,2 L V10 Atmo                | 153   |                                 |
| N.c. | Pro-Am | 9   | Herberth Motorsport                      | Antares Au Jaxon Evans Kevin Tse (en) Dylan Pereira                          | Porsche 911 GT3 R                  | 100   |                                 |
| N.c. | Pro-Am | 9   | Herberth Motorsport                      | Antares Au Jaxon Evans Kevin Tse (en) Dylan Pereira                          | Porsche 4,0 L Flat-6 Atmo          | 100   |                                 |
| N.c. | Pro    | 12  | Audi Sport Team Tresor                   | Mattia Drudi (en) Luca Ghiotto Christopher Haase                             | Audi R8 LMS evo II GT3             | 92    | Contact et éclatement d'un pneu |
| N.c. | Pro    | 12  | Audi Sport Team Tresor                   | Mattia Drudi (en) Luca Ghiotto Christopher Haase                             | Audi 5,2 L V10 Atmo                | 92    | Contact et éclatement d'un pneu |
| N.c. | Silver | 777 | Al Manar Racing by HRT                   | Axcil Jefferies Daniel Morad Fabian Schiller (en) Al Faisal Al Zubair (en)   | Mercedes-AMG GT3                   | 58    |                                 |
| N.c. | Silver | 777 | Al Manar Racing by HRT                   | Axcil Jefferies Daniel Morad Fabian Schiller (en) Al Faisal Al Zubair (en)   | Mercedes-Benz M159 6,2 L V8 Atmo   | 58    |                                 |
| N.c. | Silver | 97  | Beechdean AMR                            | Roman De Angelis (en) Charlie Fagg Theo Nouet David Pittard                  | Aston Martin Vantage AMR GT3       | 57    |                                 |
| N.c. | Silver | 97  | Beechdean AMR                            | Roman De Angelis (en) Charlie Fagg Theo Nouet David Pittard                  | Aston Martin 4,0 L V8 Turbo        | 57    |                                 |
| N.c. | G      | 91  | Allied Racing                            | Julien Apotheloz Ayhancan Güven Florian Latorre Alex Malykhin                | Porsche 911 GT3 R                  | 57    |                                 |
| N.c. | G      | 91  | Allied Racing                            | Julien Apotheloz Ayhancan Güven Florian Latorre Alex Malykhin                | Porsche 4,0 L Flat-6 Atmo          | 57    |                                 |
| N.c. | Silver | 25  | Sainteloc Junior Team                    | Nicolas Baert Cesar Gazeau Gilles Magnus (en) Aurélien Panis                 | Audi R8 LMS evo II GT3             | 38    | Contact                         |
| N.c. | Silver | 25  | Sainteloc Junior Team                    | Nicolas Baert Cesar Gazeau Gilles Magnus (en) Aurélien Panis                 | Audi 5,2 L V10 Atmo                | 38    | Contact                         |

- † indique que la voiture a été classée, mais qu'elle n'a pas fini la course.

## Pole position et record du tour
- Pole position :  Andrea Caldarelli sur n°6 Orange 1 K-Pax Racing (en) en 2 min 16 s 221.
- Meilleur tour en course :  Alessio Rovera  sur n°52 AF Corse  en 2 min 17 s 480 au 285e tour.

## À noter
- Longueur du circuit : 7,004 km
- Distance parcourue par les vainqueurs : 3 754,144 km